# Akane Saito
Akane Saito (født 12. januar 1993) er en japansk fodboldspiller. Hun har tidligere spillet for Japans kvindefodboldlandshold.

## Japans fodboldlandshold
| Japans landshold | Japans landshold | Japans landshold |
| År               | Kmp              | Mål              |
| ---------------- | ---------------- | ---------------- |
| 2011             | 1                | 0                |
| Total            | 1                | 0                |